# Lourdes Elizarrarás
María de Lourdes del Pozo Elizarrarás  (Ciutat de Mèxic, 2 de juny de 1959) és una actriu, directora, guionista i productora de cinema mexicana. Va estar casada amb Gabriel Retes.
Va a començar a estudiar psicologia a la UNAM, però la va deixar per estudiar cinematografia. Començà a treballar com a ajudant de direcció amb directors prestigiosos Ignacio Retes, Felipe Cazals, José Estrada Aguirre i Gabriel Retes, amb qui es casaria. Com actriu va participar en Mujeres salvajes d'Alberto Isaac (1995) i al es pel·lícules del seu marit La ciudad al desnudo (1988) i El bulto (1991), en la que també fou guionista. El 2003 debutaria com a directora conjuntament amb el seu marit a La mudanza, i va dirigir tres pel·lícules entre 2003 i 2006.

## Filmografia
Com a directora, conjuntament amb el seu marit Gabriel Retes
- 2003: La mudanza
- 2004: @Festivbercine.ron
- 2006: Bienvenido/Welcome 2

Com a guionista, conjuntament amb el seu marit Gabriel Retes
- 1992: El bulto
- 1995: Bienvenido-Welcome
- 2004: @Festivbercine.ron
- 2006: Bienvenido/Welcome 2

Com a productora
- 2004: @Festivbercine.ron
- 2004: Caribe d'Esteban Ramírez
- 2006: Bienvenido/Welcome 2

Com a actriu
- 1989: La ciudad al desnudo de Gabriel Retes
- 1991: Futuro sangriento de Daniel Dominguez
- 1992: El bulto de Gabriel Retes
- 1995: Bienvenido-Welcome de Gabriel Retes
- 1995: Mujeres insumisas d'Alberto Isaac
- 1995: La ley de las mujeres de Billy Arellano i Ricardo Padilla
- 1996: La nave de los sueños de Ciro Durán
- 2003: La mudanza d'ella i Gabriel Retes
- 2003: Despedida de amor de Gabriel Retes
- 2004: @Festivbercine.ron d'ella i Gabriel Retes
- 2006: Bienvenido/Welcome 2 d'ella i Gabriel Retes